# Місцеві вибори в Житомирській області 2020
Місцеві вибори у Житомирській області 2020 — це вибори депутатів Житомирської обласної ради, семи районних рад, Житомирської міської ради та вибори Житомирського міського голови, що відбулися 25 жовтня 2020 року в рамках проведення місцевих виборів у всій країні.

## Вибори мера

### Житомир
I тур
На посаду міського голови 13 кандидатів пропонували свою кандидатуру. На виборах переміг чинний мер Сергій Сухомлин.
| Кандидат                             | %       | Голосів |
| ------------------------------------ | ------- | ------- |
| 1. Сергій Сухомлин («Пропозиція»)    | 51,38 % | 29 185  |
| 2. Віктор Євдокимов («Слуга народу») | 12,56 % | 7 136   |
| 3. Наталія Леонченко («ОПЗЖ»)        | 9,27 %  | 5 266   |
| 4. Людмила Зубко («ЄС»)              | 6,48 %  | 3 681   |
| 5. Іван Мартинчук («Сила і Честь»)   | 4,83 %  | 2 741   |

### Бердичів
I тур
| Кандидат                          | %       | Голосів |
| --------------------------------- | ------- | ------- |
| 1. Сергій Орлюк («Пропозиція»)    | 28,76 % | 4 605   |
| 2. Роман Левицький                | 26,11 % | 4 182   |
| 3. Богдан Коляда («Слуга народу») | 9,85 %  | 1 577   |

### Коростень
I тур
| Кандидат                             | %       | Голосів |
| ------------------------------------ | ------- | ------- |
| 1. Володимир Москаленко («Наш край») | 38,68 % | 6 836   |
| 2. Віталій Науменко («Слуга народу») | 32,81 % | 5 799   |
| 3. Юрій Виговський                   | 10,33 % | 1 827   |

### Новоград-Волинський
I тур
| Кандидат                            | %       | Голосів |
| ----------------------------------- | ------- | ------- |
| 1. Микола Боровець                  | 18,00 % | 2 463   |
| 2. Оксана Гвозденко («За майбутнє») | 11,43 % | 1 564   |
| 3. Петро Литвин («Народна партія»)  | 9,92 %  | 1 358   |

## Вибори до обласної ради
| Місце | Партія                          | % голосів | Кількість голосів | Усього місць |
| ----- | ------------------------------- | --------- | ----------------- | ------------ |
| 1     | Слуга народу                    |           | 58 198            | 11 / 64      |
| 2     | Наш край                        |           | 43 790            | 9 / 64       |
| 3     | Європейська Солідарність        |           | 42 407            | 9 / 64       |
| 4     | Опозиційна платформа — За життя |           | 35 941            | 7 / 64       |
| 5     | За Майбутнє                     |           | 34 756            | 7 / 64       |
| 6     | Пропозиція                      |           | 30 015            | 6 / 64       |
| 7     | ВО «Батьківщина»                |           | 25 037            | 6 / 64       |
| 8     | Радикальна партія Олега Ляшка   |           | 19 767            | 5 / 64       |
| 9     | Сила і честь                    |           | 18 087            | 4 / 64       |